# Língua eton
Eton, ou Ìtón, é uma língua Banta falada por cerca de 250 mil falantes pelos Beti-Pahuin de Camarões.
É mutuamente inteligível com Euondo, fato que pode ter atrasado seu estudo por algum tempo. Se relaciona Está intimamente relacionado e também com Mengisa, Bulu e Fang.

## Falantes
Os falantes de Eton habitam o departamento de Lekié da Região Central de Camarões, uma área ao norte da capital Yaoundé delimitada ao norte pelo rio Sanga .

## Dialetos
Ethnologue cita quatro dialetos de Eton, mas seus falantes geralmente distinguem dois, um dialeto do norte (ìtón ŋ́kē) e um do sul (ìtón ɛ́kwɛ̄), sendo o último mais próximo da língua Ewondo. 

## Classificação
O povo Mengisa adotou grande parte para Eton. Um pequeno número continua a falar sua língua ancestral, Leti. Não está claro se o código ISO para "Mengisa" se refere a Eton ou Leti; Ethnologue classifica Mengisa com Eton, mas o código provavelmente é baseado em Guthrie, que o classificou com Leti.
Nas áreas rurais, pessoas de todas as idades falam Eton, mas em Yaoundé os mais jovens falam apenas francês 

## Escrita
Parece haver várias maneiras de escrever Eton com o alfabeto latino. A apresentada aqui é a ortografia prática usada em  “Description of Eton”, de Mark Van De Velde
Não se usam as letras F, Q, R, X. Usam-se as formas Kp, Gb, Ɛ, Ɲ, Ŋ, Ŋm.

## Fonologia
Eton é uma língua tonal. Usam-se três tons (baixo, alto e alto dissimilante) e o flutuante.

## Gramática
Eton é uma língua Sujeito–verbo–objeto (SVO). Como é comum em Bantu, Eton tem um sistema classe de substantivos, existindo doze classes e a classe de um substantivo determina qual prefixo de concordância ele recebe e aciona. Por exemplo, os verbos concordam com a classe de substantivos do sujeito.